# Monica Isakstuen

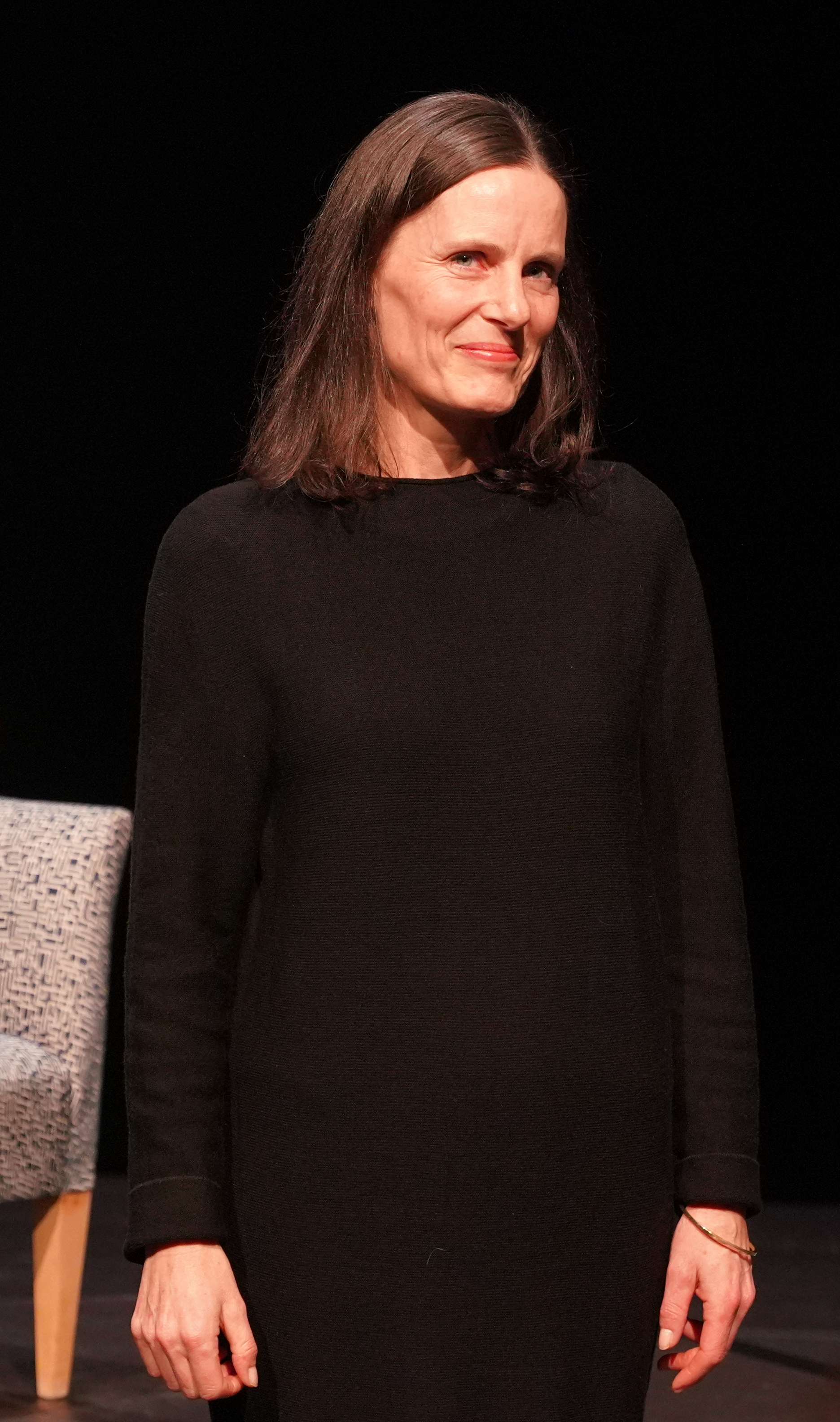
Monica Isakstuen (2025)

Monica Isakstuen Stavlund (* 19. Oktober 1976 in Oslo, Norwegen) ist eine norwegische Schriftstellerin.

## Leben
Nach ihrem Autorendebüt 2008 mit der Gedichtsammlung Sånn, borte debütierte Monica Isakstuen 2009 mit ihrem ersten Roman als Schriftstellerin. Ihren großen nationalen Durchbruch hatte sie 2016 mit ihrem dritten Roman Vær snill med dyrene (deutsche Ausgabe: Elternteile. Eichborn 2018). Die etwa 200 Seiten umfassende episodisch erzählte Geschichte befasst sich mit der Perspektive der Mutter nach einer Scheidung mit dem Sorgerecht. Das Buch wurde von Kritikern gelobt, mit dem renommierten Brageprisen ausgezeichnet und auf der Longlist des Romanpreises der P2-Zuhörer nominiert.
Isakstuen wuchs im Osloer Vorort Asker auf. Seit 2015 wohnt und arbeitet sie in Fredrikstad.

## Werke (Auswahl)
Gedichtsammlungen
- Sånn, borte (2008)
- Alltid nyheter (2011)

Romane
- Avstand (2009)
- Om igjen (2014)
- Vær snill med dyrene (2016). Deutsche Ausgabe: Elternteile. Eichborn (2018)